# Еурипид
Еурипид (Ευριπίδης) (рођен 485. п. н. е. на острву Саламини близу Атине, умро 406. п. н. е. у Аретуси код Амфипоља у Македонији) трећи је из велике тројке грчких драматичара, заједно са Есхилом и Софоклом. Знатан број његових позоришних комада је сачуван. Неки древни научници приписали су му 95 представа, мада према енциклопедији Суда, није их било више од 92. Од тога, 18 или 19 је преживело у мање-више комплетном облику (било је расправе о његовом ауторству комада Рес, углавном по стилској основи). Исто тако постоје и фрагменти, неки од којих су знатни, од већине других комада. Више је његових позоришних комада сачувано него Есхилових и Софокових заједно, делом зато што је његова популарност расла у време кад је њихова опадала—он је постао, у хеленистичкој ери, камен темељац древног књижевног образовања, заједно са Хомером, Демостеном, и Менандаром.

## Биографија
Еурипид је поред Есхила и Софокла један од најзначајнијих песника античке трагедије. Рођен је између 485. и 480. године пре нове ере од прогнаних Атињана. Био је брижљиво васпитан. Био је и пехарник Аполонових играча те се може закључити да је припадао угледној кући. Одликовао се и као рвач и песничар али је тај таленат напустио. Мелита, његова жена, родила му је три сина: Мнесахрида, Мнесилога и Еурипида, који је после очеве смрти приказао једну очеву театрологију. Називан је позоришним филозофом. Биографи као његове учитеље наводе Архелаја, Анаксагору и Сократа. Претпоставља се да је имао своју личну библиотеку. Није био политички активан нити је улазио у државну службу. На позив македонског краља Архелаја, који је настојао да привуче угледне уметнике на свој двор, Еурипид одлази у Пелу 408. године п. н. е.

## Дела
Подаци о броју драма које је написао колебају се између 75 и 92. За живота је победио четири пута, а постхумно једном. Прву победу је однео 441. године п. н. е. непознатом тетралогијом. Посмртну победу однео је тетралогијом којој су припадале сачувана Ифигенија Аулидска, несачувани Алкмеон у Коринту и сачуване Бакханаткиње, коју је приказао његов истоимени син. Сачувано је седамнаест Еурипидових трагедија (којима је као 18. придружен Рес у чију се аутентичност сумња):
- Алкеста,
- Медеја,
- Хераклиди,
- Андромаха,
- Хекаба и Хикетиде,
- Хиполит,
- Електра и Херакле,
- Тројанке,
- Ифигенија на Тауриди,
- Хелена,
- Ион,
- Феничанке,
- Орест,
- Ифигенија у Аулиди
- Бакханткиње,

и једна сатирска игра
- Киклоп.

## Поетичка обележја
Основна обележја Еурипидове трагичке уметности су антроподицеја, психологија и реализам. Тројица великих трагичара разилазе се по питању односа људи и богова. Код Есхила богови управљају збивањима на сцени. Њихово деловање, које је понекад окрутно и силовито, има једну основну сврху – напредак људског друштва и рода. Код Софокла се чини да је свет људи и богова потпуно одвојен. Покретач радње је јунак који се држи своје одлуке, коју доноси у складу са својом природом, по цену сопствене пропасти. У исто време Софокле не доводи у питање исправност поступака богова и њихову моралност. Код Еурипида радњом не управљају сурови, али суштински добронамерни богови већ необразложени и често окрутни поступци богова. Еурипид се супротставља традиционалним и антропоморфним боговима који су морално недоследни и превртљиви те не могу ни бити морални узор људима. Теономију и теодицеју замењује антропономијом и антроподицејом.
Еурипид највише пажње посвећује ономе што бисмо данас назвали «психологија ликова». Сматра се зачетником «психолошке драме». Трагичку радњу Еуропидових драма покрећу ирационалне силе страсти које обузимају његове јунаке. Он пре свега осветљава душевну борбу супротстављених страсти која раздире трагичке јунаке. Приказује како осећања постепено прерастају у страсти које јунаци више не могу контролисати. Први на сцени приказује махнитост са свим њеним симптомима. Први драмски приказује трагичну љубав са свим њеним страстима. Откривајући људску душу приказује и њене тамне стране, њену патологију. Еурипид поручује да се борба за срећу одвија у човеку, а не изван њега. Пресудан утицај на човеков живот имају индивидуалне особине ирационалне природе.
За Еурипида Софокле је рекао да приказује људе какви јесу док их он приказује онако какви би требало да буду. Еурипид, попут својих претходника, преузима грађу из митологије. Његови јунаци су митски краљеви и краљице, синови и ћерке високог рода. Његови јунаци су, међутим, лишени митске снаге и величине и приказани као обични људи, слични Еурипидовим савременицима, са свим манама и врлинама. У митско градиво уноси грађанске проблеме и својим драмама даје актуалну, социјалну и политичку димензију; покреће религиозна и етичка питања. Својим реализмом, а посебно драмском обрадом перверзне еротике и приказивањем тамних страна женске чулности саблажњавао је своје савременика. Аристофан га је сматрао рушитељем морала.
Еурипид старе митове слободно мења, осветљава са друге стране, што му омогућава и да трагедију обогати новим ликовима.
Аристотел га је сматрао «најтрагичнијим од свих песника». Оно што заокупља Еурипида то је приказивање патњи, разочарања, очајања и страсти.
Еурипид често користи поступак «препознавања» као средство стварања нових ситуација или постизања посебних драмских ефеката. Зачеци ове технике су у Есхиловим Хоефорама, а Аристотел расправља о њима у својој Поетици. По Аристотелу то је «прелажење из непознавања у познавање, па затим у пријатељство или непријатељство с оним лицима која су одређена за срећу или несрећу». Веома често се код Еурипида расплет заплета радње заснива на поступку познатом као deus ex machina. Посебном справом спушта се бог на позорницу који својим наредбама, интервенцијом, разрешава или спречава катастрофу.

## Значај и утицај
Меду великим грчким трагицима Еурипид свакако заузима посебно место. Уза све разлике Есхил и Софокло по идеолошкој и књижевној усмерености својих дела ипак припадају заједно; Еурипид, међутим, стоји већ чврсто на тлу новога доба у политичком, културном и просветном развитку старе Атине које наступа око средине 5. века старе ере, постигавши пун замах у време великог пелопонеског рата. То је доба кризе атинске демократије; у то доба нестаје она генерација која се на свим подручјима живота, морала и вере упорно држала традиције, тражећи и налазећи узрок и решење било којега проблема у митолошко-религиозном тумачењу света и природе, формираном још у давна времена од песника старога родовског друштва Хомера, Хесиода и других. На њено место ступа потпуно нова генерација робовласничке демократије која под утицајем напредног учења заступника слободоумне софистичке филозофије и радикалних материјалиста 5. века старе ере почиње заузимати критички и рационалистички став према традицији и већ преживелим остацима некадашњега родовског уређења. Еурипид носи на себи знамен тога времена, времена културног, социјалног, а и политичког превирања, сукоба старог и новог. Отресавши се окова митологије и стојећи у оштрој супротности према веровању, мишљењу и схватању прошлости, Еурипид постаје правим песником новога доба, доба просвећења, и његовим најизразитијим заступником.
Јонски филозофи обарају хомерски теизам, поричу постојање богова и тако руше теономију. Човек и судбина остају главни проблеми код Еурипида, али их он решава у духу свог времена. Један одломак из Софокловог Тијеста гласи: „Та ништа није срамотно што богови наређују”, а један одломак из Еурипидовог Белорофонта: „Ако богови чине нешто срамотно, нису богови”. Ова два одломка јасно показују два различита религиозно-морална становишта. Еурипид религију мери моралом и води теомахију, тј. борбу против конвенционалних и антропоморфних богова, који су морално превртљиви и недоследни. Богове он обично приказује као разорне силе: нпр. Афродита у Хиполиту или Хера у Хераклу; ретке су светле божанске фигуре, као Аполон у Алкестиди и Артемида у Хиполиту. Он у Електри, која представља својеврстан протест против Софоклове истоимене драме, осуђује Аполона, који наређује убиство, и који дугима прописује моралне законе, а сам врши тешку освету. Некадашње наивне, често и недостојне представе богова Еурипидов скептични дух не може прихватити, јер „ако богови нешто срамотно чине, нису богови” (εἰ θεοί τι αἰσχρὸν δρῶσιν, οὐκ εἰσὶν θεοί).